# Gizay
Gizay település Franciaországban, Vienne megyében. Lakosainak száma 364 fő (2022. január 1.). Gizay Aslonnes, Marnay, Nieuil-l’Espoir, Saint-Maurice-la-Clouère, Vernon és La Villedieu-du-Clain községekkel határos.

## Népesség
A település népességének változása:
| Lakosok száma | 412  | 401  | 390  | 377  | 374  | 369  | 363  | 363  | 364  |
|               | 2013 | 2015 | 2016 | 2017 | 2018 | 2019 | 2020 | 2021 | 2022 |